# Ernesto de la Guardia
Ernesto de la Guardia (Panama, 30 maggio 1904 – Panama, 2 maggio 1983) è stato un economista, politico e diplomatico panamense.

## Biografia
Ernesto de la Guardia Navarro  è stato Presidente della Repubblica di Panama dal 1º ottobre 1956 al 1º ottobre 1960.